# Улица Льва Толстого (Ульяновск)
Улица Льва Толстого (ранее Свияжская, Покровская) — улица в Ленинском районе Ульяновска, в историческом центре города. Тянется с северо-востока на юго-запад, от Набережной реки Свияги до Спасской улицы (от улицы Гончарова через закрытую территорию бывшего Суворовского училища).

## История
Нынешнее название улица носит с 1918 года. Название присвоено в честь Льва Толстого, который бывал в Симбирске в 1869 году. Изначально её (первые упоминания относятся к концу XVII века) именовали Свияжской, по названию находившееся рядом Свияжской Слободы, с середины XIX века — Покровской, по названию Покровского монастыря . Вообще же, она старейшая улица в городе, имевшая собственное название.
Здесь в XVIII веке, по сведениям краеведов, располагалась усадьба прадеда великого русского поэта Алексея Столыпина и его супруги Марии Столыпиной, старшая дочь которых — Елизавета —  приходилась Михаилу Лермонтову бабушкой. Затем здесь поселился сын Алексея Столыпина — Александр Алексеевич Столыпин.
В 1876 по 1878 год на Покровской улице, дом № 24 жила семья Ульяновых, где 6 февраля 1878 года родилась Мария Ульянова.
В 1930-х годах на улице были построены первые в городе Ульяновске многоэтажные дома.

## Описание

### Улицу пересекают
- Улица 12 Сентября.
- Улица Железной Дивизии
- Улица Александра Матросова

### К улице примыкают
- Особняк барона Х. Г. Штемпеля.Улица Архитектора Ливчака

### Примечательные здания
- Симбирская Мариинская женская гимназия
- Здание Симбирской губернской земской управы (ныне центральный почтамт города Ульяновска). Построено в 1905 году. Архитектор: А. И. Дмитриев.
- Управление специальной связи по Ульяновской области
- Департамент государственного имущества и земельных отношений Ульяновской области
- Филиал ПАО Ростелеком по Ульяновской области.
- Медицинский центр «Здравинка».
- Комитет ЖКХ администрации города Ульяновска
- Дом купцов Сусоколовых (ныне Центр развития творчества детей и юношества им. А. Матросова). Построен в 1865 году. Архитектор: А. С. Чичагов.
- Здание Дворянского земельного и Крестьянского поземельного банков[6] (ныне ректорат и приёмная комиссия Ульяновского государственного университета. Построено в 1910—1911 годах. Архитектор: Ф. О. Ливчак.
- Особняк купца А. А. Сачкова (ныне епархиальное управление). Построен в 1908—1909 годах. Архитектор: А. А. Шодэ
- Дом домашнего врача семьи Ульяновых И. С. Покровского[7] (ныне Прокуратура Ленинского района). Построен в 1864 году. памятник архитектуры (региональный)

- Дом А. А. Сачкова.Здание Симбирского поземельного банка (фото 1917).Главный МФЦ (центр «Мои документы») по Ульяновской области.
- Дом, в котором А. М. Казакевичем была создана метеорологическая станция (ныне музей «Метеорологическая Станция Симбирска», филиал ГИМЗ «Родина В. И. Ленина»). Построен в 1875—1876 гг.[8] памятник архитектуры (региональный)
- Детская городская клиническая больница № 1[9]
- «Выставочный зал на Покровской» (филиал ГИМЗ «Родина В. И. Ленина»)
- Указатель на улице Л. Толстого.Указатель на улице Л. Толстого.Доходные дома княгини Е. Н. Ухтомской[10][11]. Построены в 1912 г. Архитектор: А. А. Шодэ.
- Дом В. Л. Прушакевича. Построен в 1895 году.
- Дом князя В. И. Баюшева. Построен в 1-й половине XIX века.
- Дом, где жила семья Ульяновых (Дом И. М. Косолапова, в котором жила семья Ульяновых в 1876—1878 гг.)[12][13][14][15][16][17][18](ныне музей «Градостроительство и архитектура Симбирска-Ульяновска»[19][20][21][22], филиал ГИМЗ «Родина В. И. Ленина»). Построен в середине XIX века. памятник архитектуры (федеральный)
- Дом Х. Г. Штемпеля (Особняк барона Х. Г. Штемпеля) (ныне Музей современного изобразительного искусства им. А. А. Пластова, филиал Ульяновского областного художественного музея). Построен в 1905—1906 годах. Архитектор: А. А. Шодэ[23][24][25][26][27][28][29][30][31].
- Детский музейный центр (филиал ГИМЗ «Родина В. И. Ленина»).
- Управление ФСБ России по Ульяновской области
- Дом М. П. фон Брадке (ныне музей «Архитектура эпохи модерн в Симбирске», филиал ГИМЗ «Родина В. И. Ленина»). Построен в 1909 году. Архитектор: А. А. Шодэ.
- Здание Симбирской удельной конторы (ныне Ульяновский фармацевтический колледж). Архитектор М. П. Коринфский.
- Частный детский сад «Теремок».
- Средняя общеобразовательная школа № 6 им. И. Н. Ульянова
- Дом Ф. Я. Перцович. Построен в 1884 году[32]. памятник архитектуры (вновь выявленный объект)
- Дом, в котором жила учительница Ушакова-Прушакевич В. Ф., которая готовила Володю Ульянова к поступлению в гимназию
- Музей «Симбирская засечная черта» (2001, ул. Л. Толстого, 43а)
- «Старая аптека». Построен в 1770-х гг. Архитектор И. А. Бенземан ( ул. Л. Толстого, 58)[33].
- Дом А. А. Сачкова (Жилой дом и флигель), построен в 1909 году. Архитектор: А. А. Шодэ[34][35][36][37][38][39][40][41]
- Здание Симбирского поземельного банка (Здание Дворянского земельного и Крестьянского поземельного банков). Архитектор: Ф. О. Ливчак[42][43][44][45][46][47][48]

### На улице находятся памятники
- Памятник Герою Советского Союза рядовому Александру Матросову[49][50].
- Памятник Михаилу Юрьевичу Лермонтову[3][51][52].
- Камень на Аллее Жданова (Парк им. Матросова).Памятный знак у музея «Симбирская засечная черта».
- Памятник «Юным морякам-ульяновцам».
- Памятник С. А. Есенину (ск-р А. А. Бичуков).
- Памятник И. Я. Яковлеву (ск-р В. П. Нагорнов).

- Памятник А. Матросову
- Памятный знак «Симбирская засечная черта».
- Памятник С. А. Есенину.
- Памятник юнгам.
- Памятник А. Матросову.
- Памятник И. Я. Яковлеву.
- Памятник-бюст М. Ю. Лермонтову.

### Мемориальные доски
- Мемориальная доска Ливчаку Ф. О.
- Мемориальная доска Ливчаку Ф. О.
- Мемориальная доска П. И. Юрлову.
- Мемориальная доска на здании Ульяновского фармацевтического колледжа.
- Мемориальная доска на здании Ульяновского фармацевтического колледжа.
- Мемориальная доска на здании Ульяновского фармацевтического колледжа.
- Мемориальная доска А. А. Шодэ.
- Мемориальная доска А. А. Шодэ.
- Памятная доска на здании Мариинской гимназии.
- Табличка на Мариинской гимназии.
- Мемориальная доска на Мариинской гимназии.
- Мемориальная доска врачу И. С. Покровскому.
- Мемориальная доска Ф. О. Ливчаку.
- Мемориальная доска на доме, где жила семья Ульяновых.
- Мемориальная доска архитектору А. А. Шодэ.
- Мемориальная доска архитектору А. А. Шодэ.

### Парки
Улица проходит через парк Матросова, сквер Льва Толстого и сквер Ивана Яковлева.

## Галерея
- Особняк барона Штемпеля
- Дом Сусоколовых
- Ульяновский фармацевтический колледж
- Главпочтамт
- Дом фон Штемпеля
- Дом фон Брадке
- Дом Ухтомской
- Дом Сачкова
- Здание Управления ФСБ России по Ульяновской области в Ульяновске (улица Льва Толстого, 20)
- Мариинская гимназия.
- Симбирск, Губернская Земская Управа, открытка 1900-1917 г.
- Симбирск, Крестьянский Поземельный и Дворянский Земельный банки, открытка 1900-1917 г.
- Музей «Градостроительство и архитектура Симбирска-Ульяновска».
- Дом, в котором жил Пётр Иванович Юрлов.
- Здание ЗАГС Ленинского района.
- Ульяновский фармколледж.
- Дом, в котором жила семья Ульяновых.
- Дом Сачкова.
- Особняк барона Х. Г. Штемпеля.
- Мариинская гимназия.
- Губернская Земская Управа (Симбирск, открытка, 1917).

## Улица в филателии
- Конверт почтовый, Россия, 2005 г. «Ульяновск. Почтамт».
- ХМК РФ, 2014. Ульяновск. Мариинская гимназия.
- Конверт СССР, 1969. Ульяновск. Дом, где жила семья Ульяновых.
- ХМК СССР, 1969. Ульяновск. Дом семьи Ульяновых в 1876-78 гг.
- ХМК РФ, 2006 г. Ульяновск. Музей «Градостроительство и архитектура».
- Малый лист. Почта СССР, 1970 г. На одном из купонов — Дом, где жила семья Ульяновых (Симбирск, ул. Покровская).
- ХМК СССР, 1990 г. Ульяновск. Филиал московского университета имени М. В. Ломоносова.
- ХМК СССР, 1979. Ульяновск. Политехнический институт.